# Plac Przyjaźni w Słubicach
Plac Przyjaźni – centralny plac w Słubicach.

## Opis placu
W okresie niemieckim plac nosił nazwę Roßmarkt, co w dosłownym tłumaczeniu oznacza Konny Rynek.
Plac został gruntownie zmodernizowany w 2003 roku przy współudziale unijnego programu Phare. Stanowi on rynek miejski, co podkreślać może charakterystyczna dla tego typu przestrzeni publicznej zabudowa. Formy tej architektury stanowią między innymi: „Jedynka” zwana potocznie „ratuszem”, budynek głównej siedziby Poczty Polskiej w Słubicach, liczne punkty handlowo-usługowe, kamienice, budynek hotelu „Kaliski” w którym dawniej mieściła się siedziba urzędu miejskiego, czy wreszcie sam układ placu (jego lejkowaty kształt) i jego centralne położenie.
W sercu placu Przyjaźni znajduje się niewielki park z fontanną, wokół której rozmieszczone są alejki spacerowe wraz z ławkami. Zachodnia część placu stanowi drogę dwupasmową w biegu drogi krajowej nr 31, za pomocą której plac łączy się bezpośrednio z ulicą: Wojska Polskiego oraz Aleją Młodzieży Polskiej. Północną część placu stanowi ulica Seelowska, natomiast w kierunku północno-wschodnim łączy się on z placem Wolności, który z kolei przechodzi w plac Jana Pawła II, a ten dalej styka się z placem Bohaterów, co razem stanowi unikatowy system czterech ściśle ze sobą powiązanych przestrzeni miejskich.

## Galeria

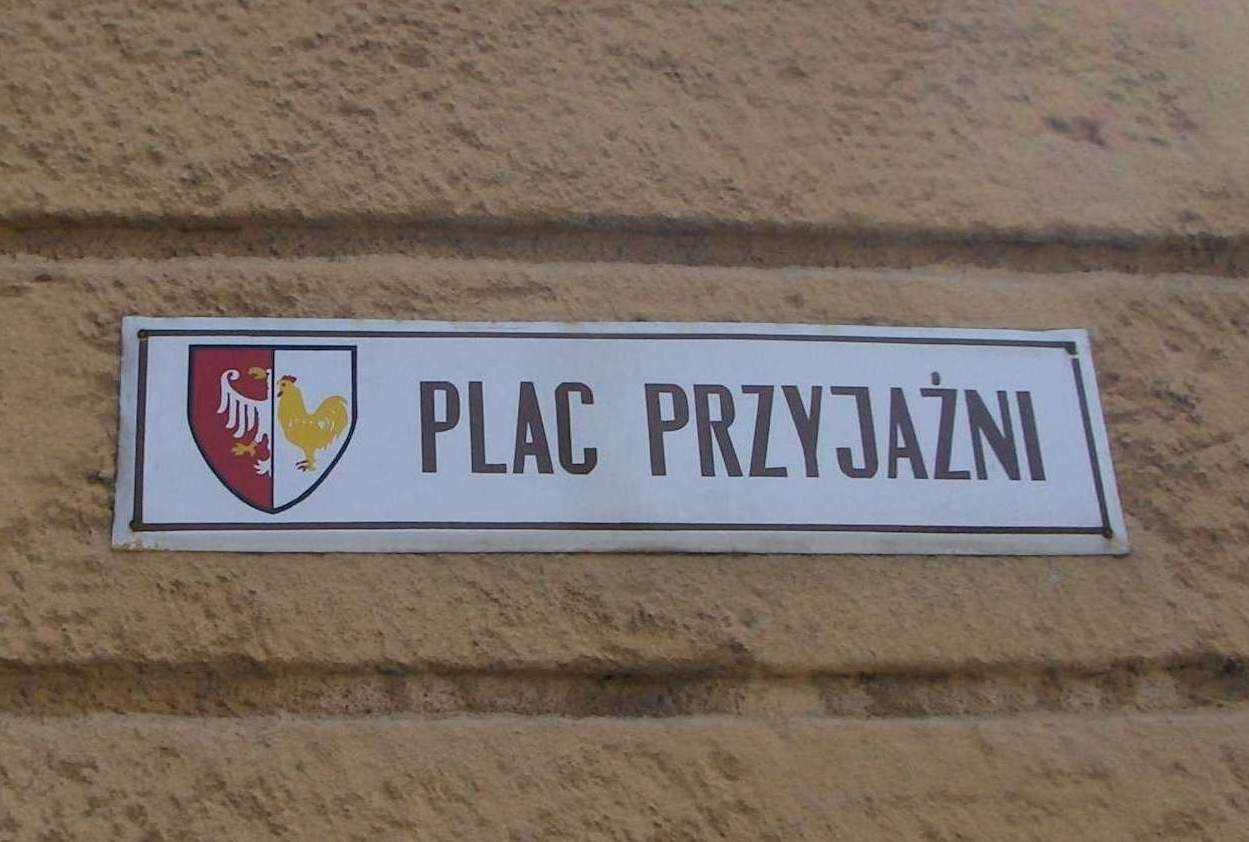
Tablica informacyjna na słubickim Placu Przyjaźni (z lewej stary herb miasta).
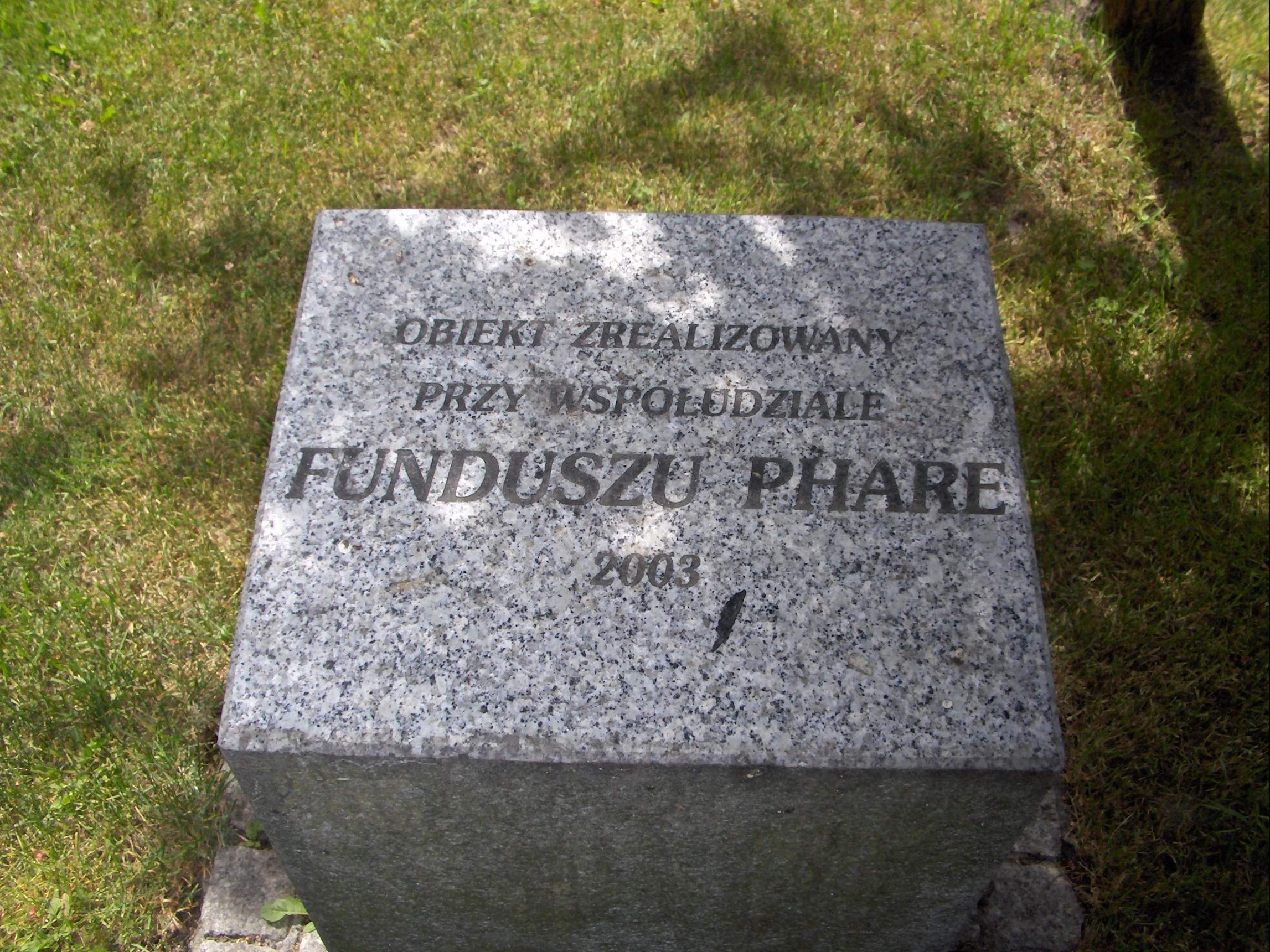
Kamień pamiątkowy informujący o współudziale Phare w odnowieniu placu oraz znajdującego się w jego obrębie skweru.
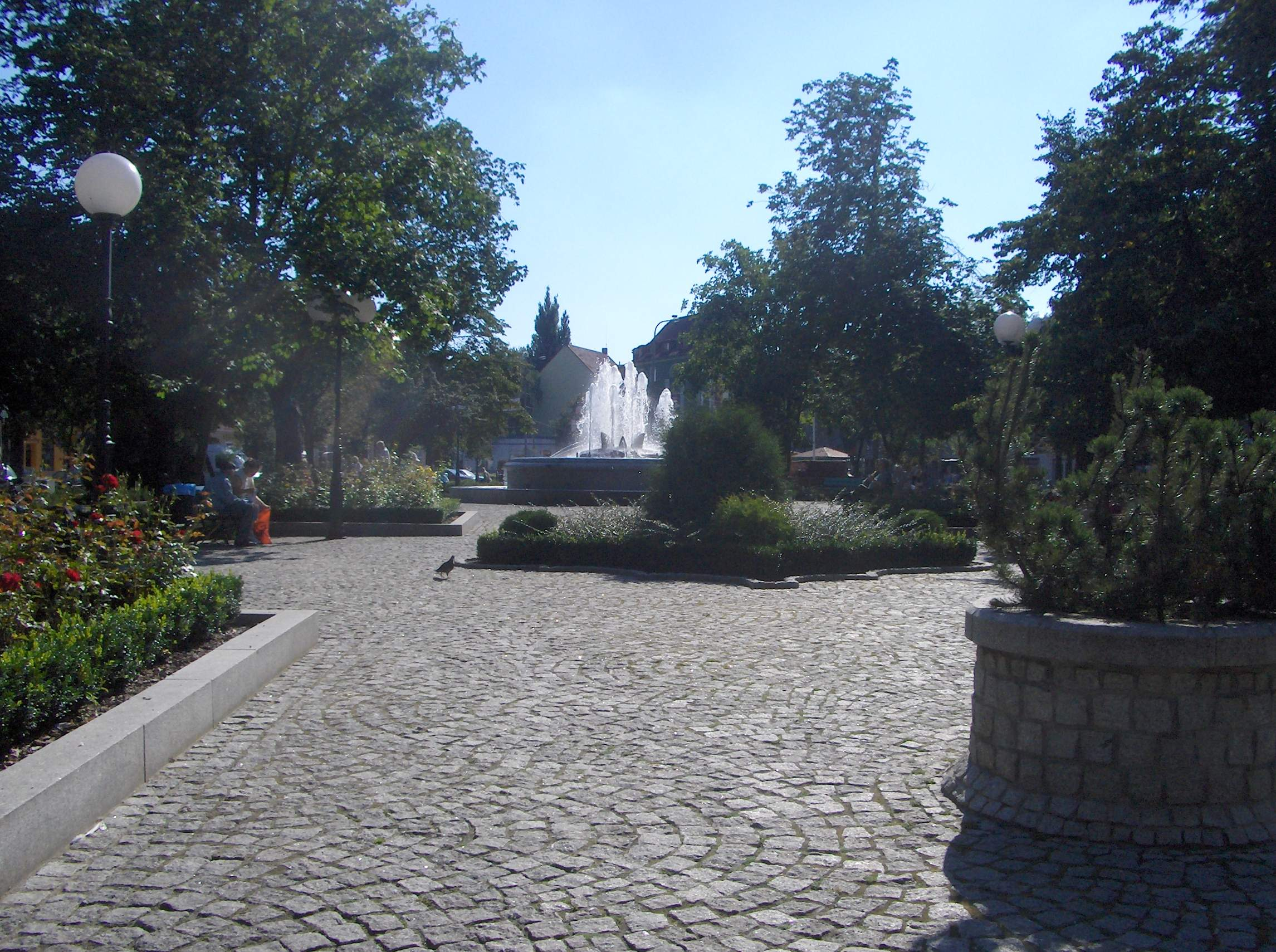
Fontanna stojąca na płycie placu.
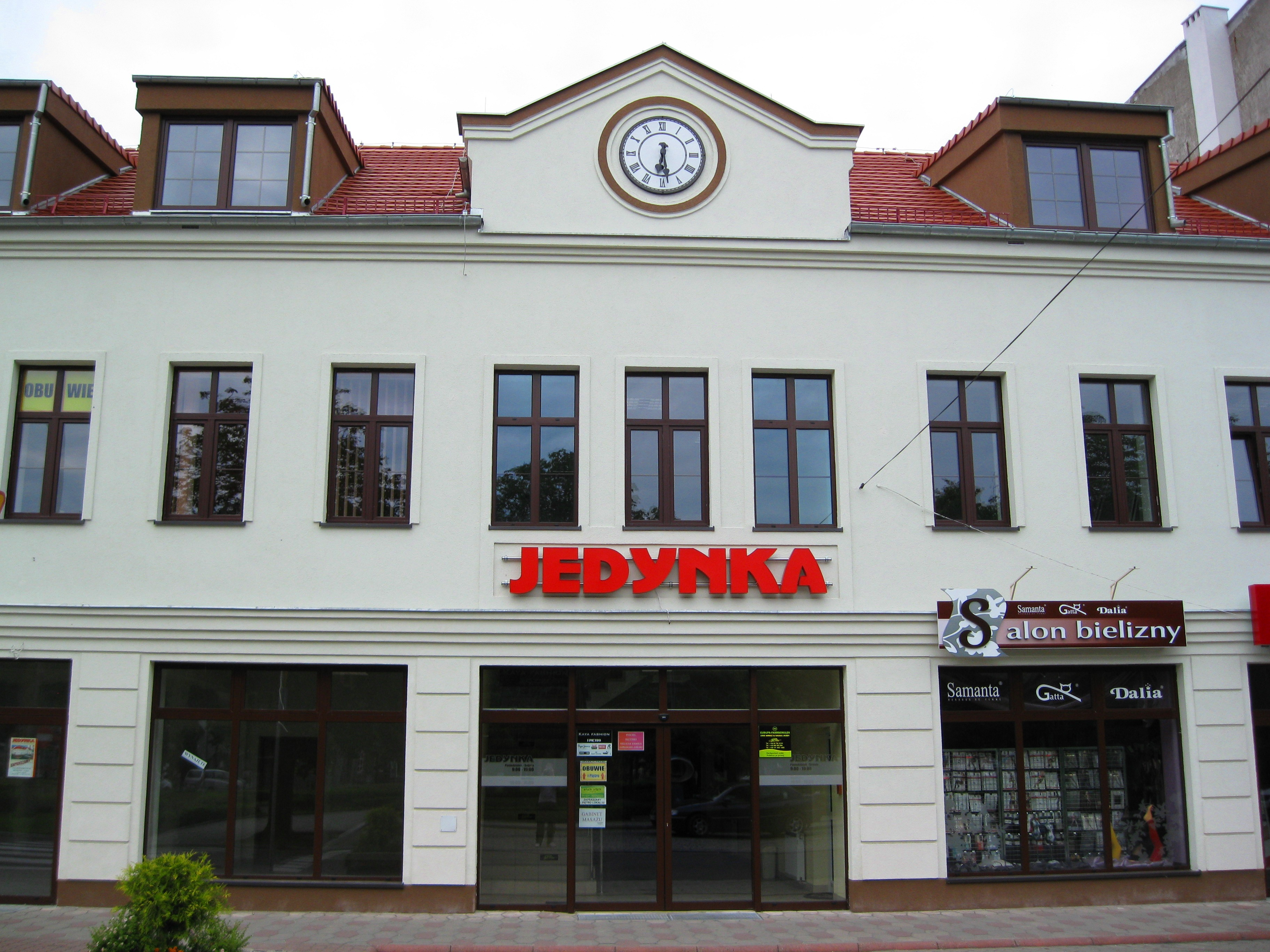
„Jedynka” od strony południowej.